# Anandpur Sahib
Anandpur Sahib (en pendjabi : ਅਨੰਦਪੁਰ ਸਾਹਿਬ) est une ville située dans le Pendjab en Inde, dans le district de Ropar, à 31 kilomètres de cette ville, et à environ 6 kilomètres de la rive gauche de la rivière Sutlej dans les collines dénommées Shivalik. Cette ville a été créée par Guru Tegh Bahadur (1621-1675), un des gourou fondateur du sikhisme. À l'heure actuelle Anandpur est un grand lieu de pèlerinage car elle fait partie des cinq Takhts (qui veut dire: trône), c'est-à-dire un des cinq lieux importants dans le sikhisme. Le fils de Guru Tegh Bahadur, Guru Gobind Singh a fondé l'ordre du Khalsa à Andandpur Sahib, avec la cérémonie de l'Amrit Sanskar, le baptême sikh. Ces deux événements conjoints sont devenus des actes primordiaux dans le chemin de foi du croyant qui veut adhérer au sikhisme.

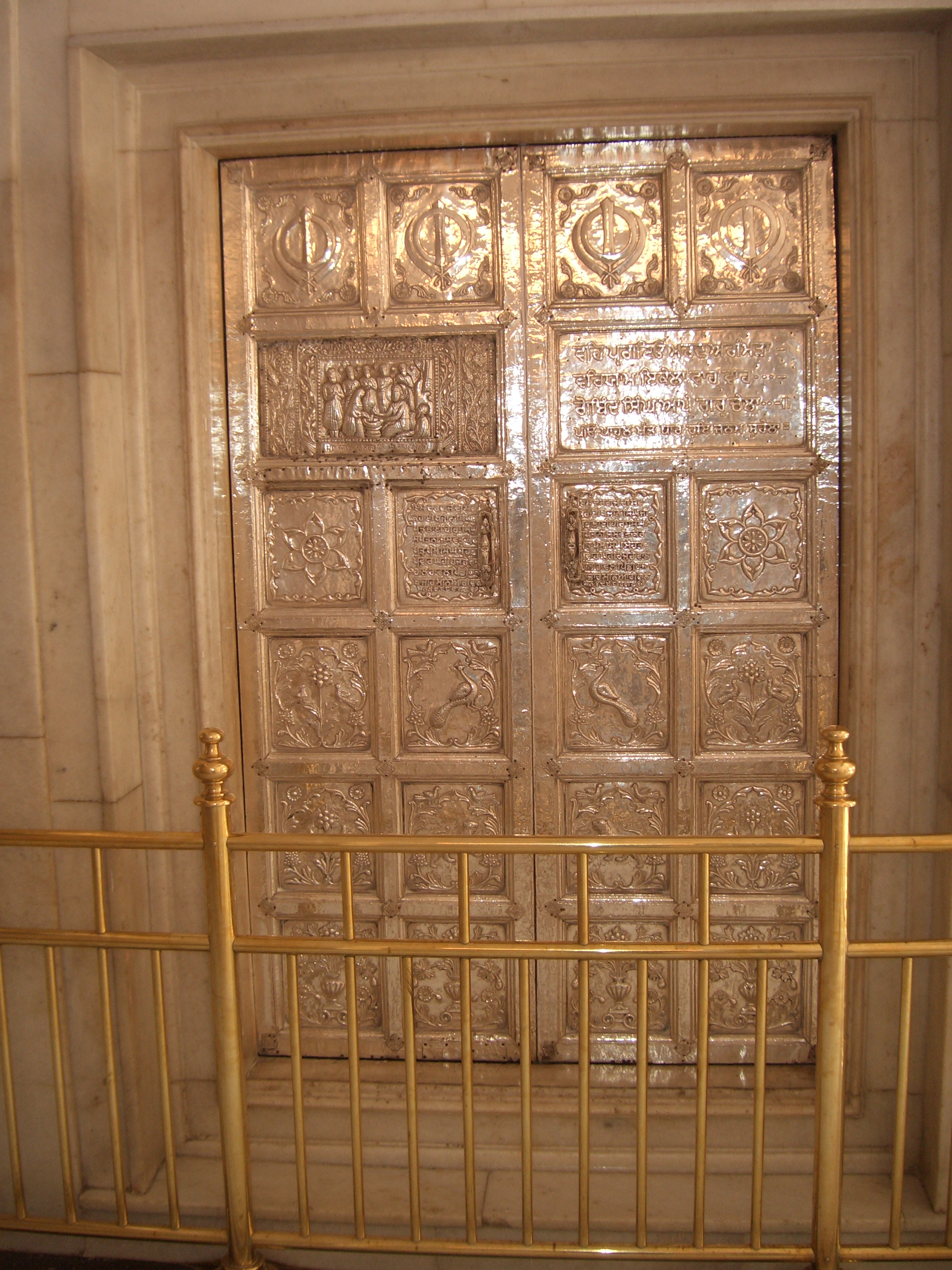
Dans cette ville une porte en or décrit l'histoire de la fraternité sikhe du Khalsa.

En 1699, au jour de Baisakhi, Guru Gobind Singh a ordonné à ses disciples de monter à Anandpur pour le festival de cette période ; des foules nombreuses sont venues. Le gourou avec à la main une épée dégainée, a alors demandé à l'assistance qui était prêt à donner sa tête pour lui. Seuls cinq braves se sont dévoués et ont alors été intronisés dans l'ordre du Khalsa.
Depuis une tradition martiale sikhe est fêtée dans cette ville chaque année lors du rassemblement festif de la Hola Mohalla. De nombreux gurdwaras locaux sont en rapport avec le neuvième et le dixième gourous sikhs comme le gurdwara Mata Jito Ji, temple qui porte le nom de la femme de Guru Gobind Singh. Naturellement le Takht Keshgarh Sahib est le temple principal de la ville. Fait de marbre, il perpétue le lieu de la fondation de l'ordre du Khalsa et le premier Amrit Sanskar de l'histoire sikhe.